# Stephen A. Northway

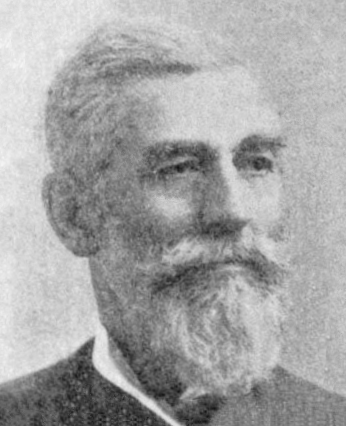
Stephen A. Northway

Stephen Asa Northway (* 19. Juni 1833 in Christian Hollow, New York; † 8. September 1898 in Jefferson, Ohio) war ein US-amerikanischer Politiker der Republikanischen Partei. Vom 4. März 1893 bis zu seinem Tod war er Mitglied des Repräsentantenhauses der Vereinigten Staaten für den 19. Kongressdistrikt des Bundesstaates Ohio.

## Leben
Northway wurde in Christian Hollow geboren. 1840 zog er mit seinen Eltern nach Ohio. Sie ließen sich in Orwell nieder. Dort absolvierte er dann auch seine schulische Laufbahn. Nach dem Ende seiner Schulzeit studierte er Jura. 1859 wurde er als Rechtsanwalt zugelassen. Von 1861 bis 1865 war er Staatsanwalt im Ashtabula County. Anschließend war er für zwei Jahre Mitglied des Repräsentantenhauses von Ohio. Bis zu seiner Wahl ins US-Repräsentantenhaus war er wieder als Anwalt tätig.
Von 1893 bis zu seinem Tod war Northway Mitglied des US-Repräsentantenhauses. Er vertrat dort den 19. Kongressdistrikt von Ohio. Northway starb 1898 in Jefferson. Er wurde auf dem Oakdale Cemetery beigesetzt.